# Diagramme de Nyquist
Pour les articles homonymes, voir Nyquist.
Le diagramme de Nyquist est un graphe utilisé en électronique et en automatique pour évaluer la stabilité d'un système en boucle fermée. Il représente, dans le plan complexe, la réponse harmonique du système en boucle ouverte correspondante. La phase est l'angle et le module la distance du point à l'origine. Tout comme le diagramme de Nichols, le diagramme de Nyquist combine les deux types de diagramme de Bode, module et phase, en un seul. Le diagramme de Nyquist doit son nom à Harry Nyquist.
Le diagramme de Nyquist est très utile pour l'étude de la stabilité EBSB des systèmes en boucle ouverte à rétroaction négative, grâce au théorème de Nyquist.
Le système est stable en boucle fermée avec retour unitaire en contre-réaction sur l'entrée si le point critique (-1,0) est laissé à la gauche de la courbe tracée pour une pulsation variant de 0 à l'infini.

## Étude des marges de stabilité
La principale utilité du diagramme de Nyquist est de pouvoir déterminer facilement les différentes marges de stabilité :

### Marge de gain
Il s'agit de la distance entre le lieu de Nyquist et le point (-1, 0) sur l'axe des réels. C'est le gain qu'il faudrait ajouter à la fonction de transfert pour amener le système à la limite de la stabilité. Cette valeur est usuellement comprise entre 10 et 15 dB.

### Marge de phase
Il s'agit de la différence entre la phase de la fonction de transfert lorsque son gain vaut 0 dB (c'est-à-dire l'intersection du lieu de Nyquist avec le cercle unité) et la phase du point (-1, 0), c'est-à-dire -180°. C'est le retard qu'il faudrait ajouter à la fonction de transfert pour amener le système à la limite de la stabilité. Elle détermine également le dépassement de la réponse indicielle du système.

## Critères sur le diagramme de Nyquist
Il existe des critères qui permettent de connaitre la stabilité d'un système en boucle fermée avec un correcteur proportionnel unité à partir de la connaissance du diagramme de Nyquist.

### Critère du revers (Nyquist simplifié)
Dans le cas d'un système à minimum de phase (aucun zéro à partie réelle positive) et stable au sens large (tous les pôles sont à partie réelle négative, et s'il existe un pôle à la limite de stabilité (imaginaire pur) il doit être d'ordre un).
Sous ces conditions, une condition nécessaire et suffisante dit que si le point (-1{\displaystyle \mathbb {R} },0{\displaystyle \mathbb {I} }m) (aussi appelé point critique) est à gauche du contour de Nyquist alors le système est stable en boucle fermée.  

### Critère de Nyquist
Le critère de Nyquist se base sur l'équation suivante :
{\displaystyle Z=P-N}
Avec {\displaystyle Z}, le nombre de pôles instables en boucle fermée pour un régulateur proportionnel égal à 1, {\displaystyle P} le nombre de pôles de la boucle ouverte à l'intérieur du contour de Nyquist et {\displaystyle N} le nombre de tours autour du point critique. 
A noter que {\displaystyle N} est positif si le contour se fait dans le sens trigonométrique et négatif sinon.
Avec cette équation, on pourra avoir accès au nombre de pôles instables et donc conclure sur la stabilité du système. Un système étant stable s'il ne comporte aucun pôle instable.